# Lilly Engström
Carolina Augusta (Lilly) Engström, född 9 november 1843 i Stockholm, död där 24 september 1921, var en svensk pedagog. Hon var det första skolrådsledamoten av sitt kön i Sverige. 
Hon var dotter till apotekaren Johan Magnus Engström och Charlotta Augusta Lindman. 
Engström utexaminerades från Högre lärarinneseminariet 1864 samt var lärare i historia och geografi vid Statens normalskola för flickor 1864–1907, och vikarierande föreståndare där 1889–1890. 1889 blev det genom en reform tillåtet för kvinnor att tjänstgöra i olika statliga styrelser. Samma år blev Engström den första i en sådan position, då hon invaldes som skolrådsledamot i Hedvig Eleonora och sedan i Engelbrekts församling i Stockholm.   
Engström var ledare för Fredrika-Bremer-förbundets bokkommitté, som 1886–1905 verkade för barn- och ungdomslitteraturens reformering. Hon var styrelseledamot i Fredrika-Bremer-förbundet 1884–1920 och Svenska lärarinnors pensionsförening 1873–1920. Hon engagerade sig också i kvinnorösträttsrörelsen. 
Hon kallades "en sällsynt kapacitet både som undervisare och uppfostrare". Hon räknas som en pionjär inom Fredrika-Bremer-förbundet och i Pedagogiska sällskapet. Engström är begravd på Norra begravningsplatsen utanför Stockholm.